# Them Thar Hills
Them Thar Hills es un cortometraje protagonizado por Stan Laurel y Oliver Hardy (El Gordo y el Flaco), dirigida por Charles Rogers y producido por Hal Roach. Estrenado el 21 de julio de 1934, su gran éxito llevó a la secuela, Tit for Tat (1935), la única secuela de la pareja.
En su libro Laurel & Hardy (1968), el crítico de cine Charles Barr puntúa la película con cuatro estrellas.